# Graphique Kagi
 (octobre 2023).
La mise en forme du texte ne suit pas les recommandations de Wikipédia : il faut le « wikifier ».
Les points d'amélioration suivants sont les cas les plus fréquents. Le détail des points à revoir est peut-être précisé sur la page de discussion.
- Les titres sont pré-formatés par le logiciel. Ils ne sont ni en capitales, ni en gras.
- Le texte ne doit pas être écrit en capitales (les noms de famille non plus), ni en gras, ni en italique, ni en « petit »…
- Le gras n'est utilisé que pour surligner le titre de l'article dans l'introduction, une seule fois.
- L'italique est rarement utilisé : mots en langue étrangère, titres d'œuvres, noms de bateaux, etc.
- Les citations ne sont pas en italique mais en corps de texte normal. Elles sont entourées par des guillemets français : « et ».
- Les listes à puces sont à éviter, des paragraphes rédigés étant largement préférés. Les tableaux sont à réserver à la présentation de données structurées (résultats, etc.).
- Les appels de note de bas de page (petits chiffres en exposant, introduits par l'outil «  Source ») sont à placer entre la fin de phrase et le point final[comme ça].
- Les liens internes (vers d'autres articles de Wikipédia) sont à choisir avec parcimonie. Créez des liens vers des articles approfondissant le sujet. Les termes génériques sans rapport avec le sujet sont à éviter, ainsi que les répétitions de liens vers un même terme.
- Les liens externes sont à placer uniquement dans une section « Liens externes », à la fin de l'article. Ces liens sont à choisir avec parcimonie suivant les règles définies. Si un lien sert de source à l'article, son insertion dans le texte est à faire par les notes de bas de page.
- La présentation des références doit suivre les conventions bibliographiques. Il est recommandé d'utiliser les modèles {{Ouvrage}}, {{Chapitre}}, {{Article}}, {{Lien web}} et/ou {{Bibliographie}}. Le mode d'édition visuel peut mettre en forme automatiquement les références.
- Insérer une infobox (cadre d'informations à droite) n'est pas obligatoire pour parachever la mise en page.

Pour une aide détaillée, merci de consulter Aide:Wikification.
Si vous pensez que ces points ont été résolus, vous pouvez retirer ce bandeau et améliorer la mise en forme d'un autre article.

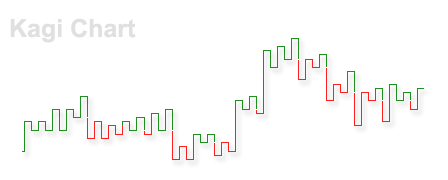
Un exemple de graphique Kagi

Le graphique Kagi ( japonais : かぎ足 ) est utilisé pour suivre les mouvements de prix et prendre des décisions concernant l'achat ou la vente d'actions. Sa particularité par rapport aux graphiques boursiers traditionnels tels que le graphique en chandelier est de ne pas prendre le temps en ordonnée. Sa méthode de construction le rend également moins sensible aux bruits aléatoires.
Faisant ressortir plus clairement les changements de tendance d'évolution d'un cours, le graphique Kagi est utilisé par les investisseurs pour prendre de meilleures décisions concernant les actions. Le plus gros avantage de ce graphique est que les changements de tendance sont fonction du cours atteint et non pas du temps.
Le graphique Kagi a été développé au Japon dans les années 1870, lorsque le négoce a commencé sur le marché boursier japonais. Il a été utilisé pour suivre l’évolution des prix du riz et pour déterminer les niveaux généraux de l’offre et de la demande pour certains actifs.

## Construction
Les graphiques Kagi ressemblent aux graphiques Swing mais l’axe abscisse n'est pas temps. Le graphique Kagi est construit avec une série de lignes verticales reliées par de courtes lignes horizontales. L'enchainement, la direction et l'épaisseur des lignes résultent du prix de l'action ou de l'actif sous-jacent. 
L'épaisseur de la ligne change lorsque le prix atteint le haut ou le bas de la ligne verticale précédente (barre horizontale). La direction de la ligne change lorsque le prix atteint un montant d'inversion prédéfini, généralement fixé à 4 %. Lorsqu'un changement de direction se produit, une courte ligne horizontale est tracée entre les lignes verticales de direction opposée.
Les lignes fines et épaisses peuvent être remplacées par des lignes de couleurs différentes.
Les changements d'épaisseur de ligne sont des signaux de transaction. Des signaux d'achat sont émis lorsque la ligne Kagi passe de fine à épaisse et des signaux de vente sont émis lorsque la ligne passe d'épaisse à fine.
L'algorithme de base de construction du graphique est le suivant :
1. Choisir un seuil d'inversion de tendance : par exemple une variation de plus de 4% du cours du sous-jacent en sens inverse de la tendance.
2. Choisir un point de départ, par exemple, le cours de clôture d'une journée de bourse. L'évolution du cours du sous-jacent le premier jour suivant le point de départ définit la tendance à la hausse ou à la baisse.
3. Chaque jour, prolonger la ligne verticale pour atteindre le cours le plus haut en tendance haussière ou le cours le plus base en tendance baissière.
4. Si le cours évolue à l'inverse de la tendance mais de moins que le montant de l'inversion, le graphique n'évolue pas.
5. Si le cours évolue à l'inverse de la tendance de plus que le montant de l'inversion, alors tracer une ligne horizontale à l'extrémité de la ligne verticale en cours et commencer une verticale dans le sens de la nouvelle tendance.
6. En tendance baissière, si le cours est inférieur ou égal au dernier plus bas, changer l'épaisseur : passer à une ligne fine et continuez la ligne verticale : c'est un signal de vente.
7. En tendance haussière,  si le cours est supérieur ou égal au dernier plus haut, changer l'épaisseur : passer à une ligne épaisse et continuez la ligne verticale : c'est un signal d'achat.